# Лобаново (Великоустюгский район)
Лобаново — деревня в Великоустюгском районе Вологодской области.
Входит в состав Самотовинского сельского поселения, с точки зрения административно-территориального деления — в Самотовинский сельсовет. До 2001 года входила в Луженгский сельсовет.
Расстояние до районного центра Великого Устюга по автодороге — 34 км, до центра муниципального образования Новатора по прямой — 21 км. Ближайшие населённые пункты — Малая Слобода, Кулатино, Степаница, Прислон, Власово, Фалалеево.
По данным переписи в 2002 году постоянного населения не было.